# Pansartruppskolan
Pansartruppskolan (PS) var är en truppslagsskola för pansartrupperna inom svenska armén som verkade i olika former åren 1944–1981. Förbandsledningen var förlagd i Skövde garnison i Skövde.

## Historik
Pansartruppskolan (PS) bildades den 1 april 1944 i Skövde garnison. Den 1 april 1963 tillkom Pansarofficersskolan (POS). I samband med att Göta livgarde upplöstes och avvecklades den 30 juni 1980, så omlokaliserades Pansartruppernas kadett- och aspirantskola till Skövde. Där sammanslogs Pansartruppskolan (PS) och Pansartruppernas kadett- och aspirantskola till en skola och bildade den 1 juni 1981 Pansartruppernas stridsskola.

### Pansarofficersskolan
Pansarofficersskolan (POS) bildades den 15 september 1944 och var då till en början förlagd vid Infanteriets skjutskola (InfSS) vid Rosersbergs slott. Från 1948 förlades delar av skolan även till Skövde och från den 12 oktober 1954 var hela skolan förlagd till Skövde. Den 1 april 1963 uppgick skolan och blev organisatoriskt en del av Pansartruppskolan.

## Förläggningar och övningsplatser
I samband med att Pansartruppskolan bildades 1944, förlades skolan till första våningen i kasern II vid Skaraborgs regemente (P 4/Fo 35) i Skövde. Från 1950-talet flyttades skolan till kasern III. År 1966 påbörjades en renovering av kasernerna, vilket föranledde att skolan flyttades ut den 10 mars 1966 från kasernetablissementet i Skövde till Klagstorps herrgård, vilken ligger i södra delen av närövningsfältet. År 1980 flyttades delar av skolan tillbaka till Skaraborgs regementes kasernetablissement och förlades till kasern II, där skolan disponerade de två översta våningarna samt vindsvåningen. År 1986 lämnades Skaraborgs regementes kasernområde och istället flyttade in sin skolverksamhet in i den nya skolbyggnaden på Heden.

## Heraldik och traditioner
Den 26 april 1976 antogs "Pansarkamrater" som förbandsmarsch. Marschen övertogs 1992 av Arméns pansarcentrum. Efter att Arméns pansarcentrum upplöstes den 30 juni 1995, kom marschen att övertas från 1 juli 1995 av Stridsskola Syd. Efter att Markstridsskolan bildades den 1 januari 1999, kom den nya skolan att anta "Pansarkamrater" som förbandsmarsch.

## Förbandschefer
Nedan anges cheferna för Pansartruppskolan.

- 1944–1944: Major Arne Francke
- 1944–1949: Major Hans Malmgren
- 1949–1952: Major Åke Wikland
- 1952–1955: Överstelöjtnant Bernt Juhlin
- 1955–1956: Major Karl-Henrik Berg
- 1956–1961: Major Lars Lavén
- 1961–1963: Major Nils Isaksson
- 1963–1966: Överste Hugo Cederschiöld
- 1966–1967: Överste Gustaf Peyron
- 1967–1968: Överste Per Björkman
- 1968–1970: Överste Stig Colliander
- 1970–1974: Överste Per-Gunnar Brissman
- 1974–1980: Överste Hans Nilsson

## Namn, beteckning och förläggningsort
| Pansartruppskolan | 1944-04-01 | – | 1981-05-31 |

| PS | 1944-04-01 | – | 1981-05-31 |

| Skövde garnison (F)           | 1944-04-01 | – | 1966-02-28 |
| Skövde garnison/Klagstorp (F) | 1966-03-01 | – | 1981-05-31 |